# Senna Koeleman
Senna Koeleman (Huis ter Heide, 14 juli 2003) is een voetbalspeelster uit Nederland. Ze speelt als verdediger voor ADO Den Haag.

## Clubcarrière
Koeleman begon haar carrière bij DOSC in Den Dolder en kwam uit voor voormalig eredivisieclub SV Saestum. Daar wekte ze de interesse van PSV waarna ze samen met ploeggenote Sofie Vermeer naar overstapte. Tevens werd Koeleman opgenomen in een lijst van 20 grootste talenten in Nederland.
Op 14 januari 2021 maakte Koeleman haar debuut voor PSV in de Vrouwen Eredivisie in een met 1-0 gewonnen thuiswedstrijd tegen Excelsior Rotterdam. Door blessureleed bij aanvoerster Mandy van den Berg mocht Koeleman haar in de basis vervangen.
Op 17 maart 2022 tekende Koeleman haar eerste contract bij PSV.
Na afloop van het seizoen verliet Koeleman PSV en stapte ze over naar het Belgische RSC Anderlecht waar ze landgenoten Nikki IJzerman en Maxime Bennink trof. Na een seizoen keerde ze terug naar Nederland, waar ze een eenjarig verbintenis tekende bij ADO Den Haag.

## Statistieken
| Seizoen | Club           | Land      | Competitie   | Wedstrijden | Doelpunten |
| ------- | -------------- | --------- | ------------ | ----------- | ---------- |
| 2021/22 | PSV            | Nederland | Eredivisie   | 5           | 0          |
| 2022/23 | PSV            | Nederland | Eredivisie   | 14          | 0          |
| 2023/24 | PSV            | Nederland | Eredivisie   | 5           | 0          |
| 2024/25 | RSC Anderlecht | België    | Super League | ?           | ?          |
| 2025/26 | ADO Den Haag   | Nederland | Eredivisie   | 0           | 0          |
| Totaal  | Totaal         | Totaal    | Totaal       | 36          | 0          |

Laatste update: 27 juni 2024

## Interlandcarrière
Senna Koeleman is als jeugdinternational al voor verscheidene jeugdteams van Nederland uitgekomen. In 2017 maakte ze samen met SV Saestum ploeggenoot Sofie Vermeer deel uit van de MO14 selectie. In 2019 maakte ze onderdeel uit van het onder 16 team op het Nordic Tournament. Voor onder 17 kwam ze twee interlands in actie waarin ze tot scoren kwam tegen de leeftijdsgenoten van onder 17. Voor onder 19 kwam ze tot negen wedstrijden waarin ze twee keer scoorde. Met onder 20 mocht ze aantreden op het WK 2022 waarin ze de halve finale wisten te behalen. Koeleman kwam alle wedstrijden op het toernooi in actie. In 2023 werd Koeleman geselecteerd voor onder 23, maar een debuut bleef uit.